# Renato Carosone
Renato Carusone, más conocido como Renato Carosone (Nápoles, 3 de enero de 1920-Roma, 20 de mayo de 2001), fue uno de los más importantes cantantes italianos de canción napolitana y uno de los principales intérpretes de música pop de la posguerra, adaptó la música popular napolitana a ritmos como el jazz, el swing y el boogie para hacerla bailable, prescindió de la orquesta para formar un pequeño grupo, ‘complesso’ en italiano, con cuatro o cinco músicos.

## Trayectoria artística
En 1937, con apenas diecisiete años, obtuvo el título de piano en el Conservatorio de San Pietro a Majella, en Nápoles. Poco después logró un contrato como director de orquesta para hacer una gira por África. Terminado el trabajo, se dedicó a tocar el piano en Addis Abeba. En poco tiempo consiguió hacerse notar, consiguiendo diversos contratos como director de orquesta. Volvió a Italia en 1946, después de acabada la Segunda Guerra Mundial. Para entonces, diez años de experiencia musical en el extranjero le habían hecho conocer nuevos ritmos y sonoridades pero, a pesar de sus éxitos internacionales, era un desconocido en Italia. Tuvo que recomenzar su carrera como pianista en pequeñas orquestas de baile.
En 1949 le encargaron formar un grupo para la inauguración de un local nocturno. Después de algunas pruebas, contrató al guitarrista neerlandés Peter Van Wood, a la vocalista chilena Beatriz Ferrer y al batería napolitano Gegè Di Giacomo, dando lugar al Cuarteto Carosone. Posteriormente Van Wood y Ferrer abandonaron el grupo, mientras Di Giacomo permaneció al lado de Carosone, que fue añadiendo nuevos artistas hasta formar una auténtica banda.
En los años 1950 se fue haciendo cada vez más popular. En 1955 inició su colaboración con el letrista Nicola Salerno (quien firmaba con el seudónimo de Nisa). La primera canción que compusieron juntos fue «Tu vuò fa' l'americano» y después vinieron otros éxitos conjuntos como «O suspiro», «Caravan petrol», «Pigliate 'na pastiglia» y «O sarracino». Las actuaciones de Carosone y su orquesta eran solicitadas por toda Italia y en el extranjero, y sus discos se vendían en grandes cantidades. Su canción «Torero» (también con letra de Nisa), escrita para una gira en España fue primera en el hit parade estadounidense durante catorce semanas y fue traducida a doce idiomas. El 5 de enero de 1957 comenzó en Cuba con su grupo una gira americana que cerró con un concierto triunfal en el Carnegie Hall de Nueva York.
En 1960, en pleno éxito, se retiró como músico y se dedicó a otros intereses, entre ellos la pintura. Volvió a los escenarios en 1975, retorno que lo mantuvo sobre los escenarios hasta finales de los años 1990,con conciertos, participaciones en el festival de San Remo y programas televisivos, pero siempre con el recuerdo. Murió el 20 de mayo de 2001 en Roma. Fue enterrado en el cementerio Flaminio de Roma.
Entre sus canciones destacan: «Torero», «Chella lá», «Tu vuò fà l'americano», «Caravan petrol», «Maruzzella», «Na canzuncella doce doce», «Mambo Italiano» o «Il pericolo numero uno».